# Clibanarius humilis
Clibanarius humilis is een tienpotigensoort uit de familie van de Diogenidae. De wetenschappelijke naam van de soort is voor het eerst geldig gepubliceerd in 1851 door Dana.